# Ilocos
Ilocos (región I) es una de las regiones en las que está dividida Filipinas. Está situada al noroeste de la isla Luzón. Limita con La Cordillera y Valle del Cagayán al este, Luzón Central al sur y con el mar de la China Meridional al oeste.
En la provincia de Pangasinán habita el 58% de la población total de la región, además dicha provincia ocupa el 42% de la extensión regional y el 61% de su economía.
La región está compuesta de cuatro provincias, Ilocos Norte, Ilocos Sur, La Unión y Pangasinán. Los ilocanos componen el 66% por ciento de la población regional, los pangasinenses el 27% y los tagalos el 3%.

## Población y cultura
Los habitantes de Ilocos se denominan ilocanos. Uno de los más famosos ilocanos fue el antiguo dictador Ferdinand Marcos. Los ilocanos componen el 66% de la región, los pangasinenses el 27% y los tagalos el 3%.
Pangasinán es el lugar de origen histórico de los pangasinenses. La población de Pangasinán compone el 60% aproximadamente del total regional. Los pangasinenses componen alrededor del 50% de la población provincial. Los ilocanos no habitaron históricamente Pangasinán. Las migraciones de ilocanos a Pangasinán comenzaron en el siglo XIX. Pangasinán no fue originalmente incluida en la región de Ilocos. No fue hasta el gobierno de Ferdinand Marcos cuando Pangasinán fue incluida en su actual región. Algunos grupos minoritarios son las comunidades tingguian e isneg que habitan las faldas de las montañas de La Cordillera.
La población es mayoritariamente católica con algunos núcleos de protestantismo y de seguidores de Aglipayan al norte del país. Las pequeñas comunidades de chinos e indios son principalmente budistas e hindúes respectivamente.

## Economía
Aunque si bien, la economía en el sur de la región, especialmente en Pangasinán, está basada en el sector industrial y servicios, la economía en el norte está enclavada en el sector agrario.
La economía de Pangasinán está conducida por los negocios agroindustriales, como el cultivo y procesado del chanos (bangus), aumento de la población, y el procesado del bagoong, y otros. El comercio, los servicios financieros y los servicios educacionales tienen también una importancia que no se puede negar. Los ingresos en las provincias de Ilocos provienen del cultivo de arroz, tabaco, maíz, caña de azúcar y frutas; así como de la ganadería, cerdos, gallinas, cabras y cárabos.
Los servicios y las industrias manufactureras están concentradas en las ciudades. La economía de Dagupan está mayoritariamente dirigida por los empresarios locales que han comenzado a extender su influencia a otras partes del país. En San Fernando en La Unión también existe un activo puerto pesquero y en Laoag City en Ilocos Norte existe un aeropuerto internacional. El gobierno es uno de los mayores empleadores así como algunas multinacionales extranjeras, como puede ser Coca-Cola.
El turismo está localizado en las playas costeras y en el ecoturismo. Muchas playas son de fina arena extendiéndose a lo largo Bauang, La Unión y el resto de la región.

## División administrativa
Ilocos está dividida en cuatro provincias y un total de nueve ciudades.
| Provincias   | Capital           | Población (2000) | Área (km²) | Densidad de población (por km²) |
| ------------ | ----------------- | ---------------- | ---------- | ------------------------------- |
| Ilocos Norte | Laoag             | 514.241          | 3.399,3    | 151,3                           |
| Ilocos Sur   | Vigan             | 594.206          | 2.579,6    | 230,3                           |
| La Unión     | San Fernando City | 657.945          | 1.493,1    | 440,7                           |
| Pangasinán   | Lingayén          | 2.434.086        | 5.368,2    | 453,4                           |

### Ciudades
- Alaminos, Pangasinán
- Batac City, Ilocos Norte
- Candón, Ilocos Sur
- Dagupan, Pangasinán
- Laoag, Ilocos Norte
- Urdaneta de Pangasinán, Pangasinán
- San Carlos, Pangasinán
- San Fernando City, La Unión
- Vigan, Ilocos Sur

## Geografía
La región ocupa el estrecho llano entre la Cordillera Central y el Mar de la China Meridional. Además ocupa la parte norte del llano de Luzón Central, al noreste de los Montes Zambales.
El golfo de Lingayen es el más notable cuerpo de agua en la región. Dicho golfo contiene un gran número de islas, incluyendo el Hundred Islands National Park. Al norte de la región se encuentra el estrecho de Luzón.
El río Agno atraviesa Pangasinán y muere en el Golfo de Lingayen. El río fluye en un ancho delta en la zona de Lingayen y Dagupan.

## Historia
La región fue originariamente habitada por los aborígenes negritos antes de que estos fueran desplazados por las sucesivas oleadas de inmigrantes malayos que penetraron por la costa. Los tingguian en el interior, los ilocanos en el norte y los pangasinenses en el sur se establecieron en la región.
Pese a la errónea idea generalizada de que toda la población de la región es ilocana, según los datos de distribución poblacional está claro que no todos los habitantes son ilocos. Alrededor de una tercera parte no son ilocanos. El uso del término Ilocos para denominar a la región ha contribuido a generalizar la idea errónea de que los residentes de la región son ilocanos. Antes del gobierno de Ferdinand Marcos, Pangasinán no formaba parte de la región.
Los primeros españoles llegaron en el siglo XVI y establecieron misiones cristianas e instituciones para controlar a la población nativa y convertirlos al cristianismo. Los ilocanos del norte fueron los que menos influencia de los españoles tuvieron, sin embargo, quedó un cierto resentimiento contra España. Este resentimiento salió a la superficie en varios puntos de la región en forma de insurrecciones. No obstante, fueron los pangasinenses en el sur los últimos en levantarse en contra de los españoles.

### Partidos del Norte y Sur
En el año de 1819, y en cumplimiento de lo previsto en la Real Cédula de 2 de febrero de 1818 se dividió la gran Provincia de Ylocos de dos Partidos o Jurisdicciones tituladas Norte y Sur,

"...por que se conoció la gran utilidad que resultaría a la mejor administración de Justicia, Agricultura y Comercio; por la opulencia Población y producir quanto puede ser feliz un Pais en materia de Viveres, esquisitas ropas blacas de algodón y aún de Seda...".
Yldefonso de Aragón, 1819

"...El Partido del Sur y cuya Cavecera ó residencia del Alcalde Mayor es la Población de Vigan contiene veinte y dos pueblos, dos Visitas, cinco Misiones, ochenta y dos Rancherías de Indios Tinguianes infieles, setenta y nuebe de Igorotes, y catorde de Negritos; todos contribuyentes:.."
Yldefonso de Aragón, 1819.

### Rebeliones
La más importante de todas las rebeliones fue la de Andrés Malong y Palaris de Pangasinán, Diego Silang y su esposa Gabriela Silang en 1764 y el revuelta Basi en el siglo XIX.

### Ocupaciones
En 1901, la región entró a formar parte junto al resto de Filipinas del régimen colonial estadounidense. En 1941 fue ocupada por las tropas imperiales japonesas durante la Segunda Guerra Mundial. En 1945 guerrillas filipinas y estadounidenses liberaron Ilocos del control japonés.

### Presidentes filipinos
Algunos presidentes de la República de Filipinas provenían de la región: Elpidio Quirino, Ferdinand Marcos y Fidel V. Ramos.